# Europejski długodystansowy szlak pieszy E8

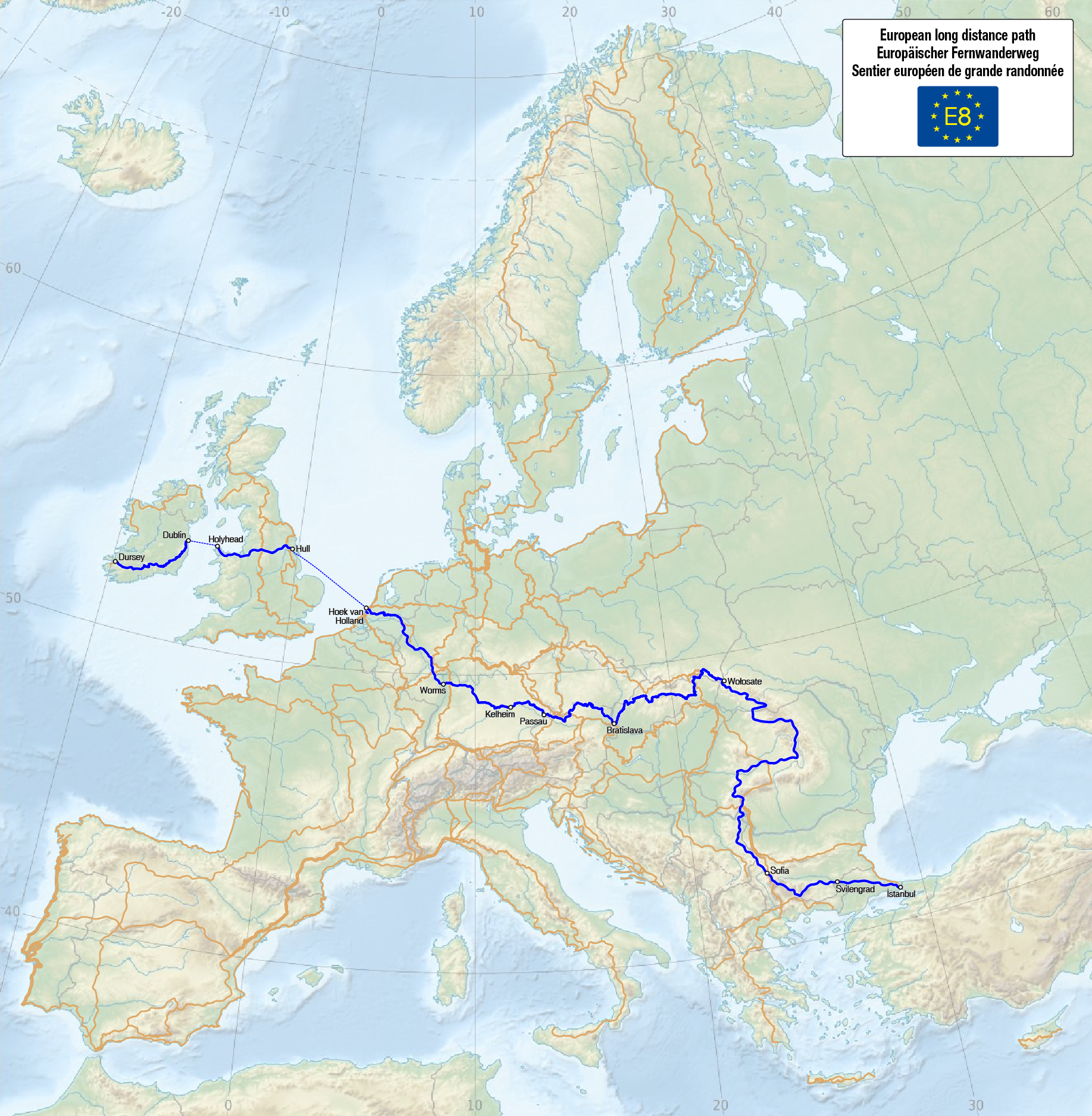
Mapa szlaku E8

Europejski długodystansowy szlak pieszy oznaczony symbolem E8 jest znakowanym szlakiem turystycznym, jednym z 11 europejskich szlaków wędrówkowych. Długość szlaku wynosi 4900 km.

## Przebieg szlaku
Przybliżony przebieg: Irlandia (Dursey Island) – Anglia – Holandia – Niemcy – Austria – Słowacja – Polska – Ukraina – Rumunia – Bułgaria.

### Przebieg szlaku w Polsce
Część Głównego Szlaku Beskidzkiego znakowanego kolorem czerwonym  jest wschodnim odcinkiem Europejskiego Szlaku Pieszego E8. Polski odcinek szlaku prowadzi od granicy ze Słowacją w Barwinku przez Duklę, kończąc na  Połoninie Caryńskiej przez Ustrzyki Górne – Szeroki Wierch – Halicz do Wołosatego i granicy z Ukrainą.
- Dukla – zbocza Chyrowej (połączenie z czerwonym  Głównym Szlakiem Beskidzkim)

Szlak pieszy E8 :
- Iwonicz-Zdrój – Rymanów-Zdrój – Puławy – Tokarnia (778 m n.p.m.) – Przybyszów – Kamień (717 m n.p.m.) – Komańcza – Prełuki – Duszatyn – Jeziorka Duszatyńskie – Chryszczata (997 m n.p.m.)     – Wołosań (1071 m n.p.m.) – Cisna – Połonina Caryńska   – Szeroki Wierch – Rozsypaniec – Halicz – Przełęcz Bukowska – Tarnicą – Ustrzyki Górne  – Wołosate do granicy z Ukrainą.